# Džet
Džet je bio 3. egipatski faraon 1. dinastije, o čijoj se vladavini malo zna, ali je postao poznat zahvaljujući grobnoj steli.

## Ime
Ime ovog faraona znači "guja". Na egipatskom je znan i kao Vadž, Zet, Uadži, a na grčkom kao Uenef (Uenephês) ili Vavenef (Vavenephis).

## Životopis
Džet je bio sin Džera i njegove sestre Herneit. Naslijedio je svog oca i oženio svoju sestru Merneit, s kojom je imao Dena. Kad je Džet umro, Den je bio još uvijek premlad za vladanje, pa je Merneit bila vladarica u ime svog sina, što će se događati i kasnije u povijesti.
Moguće je da je Džet imao još jednu ženu, Ahaneit.
Pojedinosti o životu ovog faraona nisu poznate, ali je vjerojatno slao ekspedicije do Crvenog mora.
Džetova vladavina je zabilježena u izgubljenim ili uništenim dijelovima Kamena iz Palerma. Po svećeniku Manetonu, koji je imao svoj popis faraona, Džet je vladao 23 godine. 
Džet je pokopan u grobnici Z u Umm el-Qa'abu, a istražili su ju Emile Amelineau i Flinders Petrie. Još davno je njegova grobnica spaljena, ali su grobnice kao njegova poslije obnovljene i povezivane s Ozirisom. 

## Stela
Džetova grobna stela je ukrašena Džetovim Horus imenom (kraljevska titula starog Egipta), i pokazuje specifični egipatski stil koji se u to vrijeme već bio razvio. Na steli je prikazan bog-sokol Horus iznad zmije.